# Gelastocoroidea
Gelastocoroidea Kirkaldy, 1897, è una superfamiglia di Insetti dell'Ordine dei Rincoti (Sottordine Heteroptera).
Si tratta di insetti semiacquatici predatori, diffusi prevalentemente in regioni tropicali (America, Australia e Melanesia). Morfologicamente hanno in comune il rostro di quattro segmenti, la presenza di tricobotri cefalici e l'asimmetria della parte terminale dell'addome dei maschi e delle loro armature genitali per la riduzione del paramero sinistro.

## Sistematica
La superfamiglia comprende un numero limitato di specie. Si suddivide in due famiglie:
- Gelastocoridae. Comprende poco più di un centinaio di specie ripartite fra i generi Gelastocoris, Montandonius e Nerthrae.
- Ochteridae. Comprende circa 60 specie ripartite fra i generi Megochterus, Ochterus e Ocyochterus.